# Daniel Oss
Daniel Oss (født 13. januar 1987 i Trento) er en italiensk forhenværende professionel landevejscykelrytter. Han blev professionel i 2009.